# Wschowa (công xã)
Gmina Wschowa là một vùng đô thị-nông thôn (công xã) ở Wschowa, Lubusz Voivodeship, ở phía tây Ba Lan. Khu vực hành chính của nó là  Wschowa, nằm cách khoảng 57 kilômét (35 mi) về phía đông của Zielona Góra.
Gmina có diện tích 198,3 kilômét vuông (76,6 dặm vuông Anh), và tính đến năm 2006, tổng dân số của nó là 21.698 (trong đó dân số của Wschowa lên tới 14,573, và dân số của vùng nông thôn của Gmina là 7,125).
Gmina chứa một phần của khu vực được bảo vệ gọi là Công viên Cảnh quan Przemęt.

## Làng
Ngoài trung tâm Wschowa, Gmina Wschowa gồm các làng và các khu định cư của Buczyna, Czerlejewo, Dębowa Łęka, Hetmanice, Kandlewo, Klucz, Konradowo, Łęgoń, Lgiń, Łysiny, malý bor, Nowa Wies, Olbrachcice, Osowa Sien, Przyczyna Dolna, Przyczyna Górna, Pszczółkowo, Siedlnica, Tylewice, Wincentowo và Wygnańczyce.

## Gmina lân cận
Gmina Wschowa giáp với các Gmina của Niechlów, Sława, więciechowa, Szlichtyngowa, Wijewo và Włoszakowice.